# United Nations Mission in the Republic of South Sudan
Die United Nations Mission in the Republic of South Sudan (UNMISS) ist die Nachfolgemission der Mission der Vereinten Nationen im Sudan (UNMIS). Sie wurde aufgrund der Resolution 1996 des UN-Sicherheitsrats vom 8. Juli 2011 beschlossen. Anlass war die Gründung des selbständigen Staates Südsudan am 9. Juli 2011.
Am 5. Juli 2012 definierte der Sicherheitsrat durch die Resolution 2057 das Mandat der UNMISS genauer und verlängerte die Mission bis zum 15. Juli 2013, danach wurde sie durch die verschiedene Resolutionen des UN-Sicherheitsrates immer wieder verlängert. Als Reaktion auf die Unruhen im Dezember 2013 wurde die Truppenstärke der Mission mit der am 24. Dezember 2013 verabschiedeten Resolution 2132 deutlich erhöht.
Die Norwegerin Hilde Frafjord Johnson leitete vom 8. Juli 2011 bis 7. Juli 2014 die Mission, ihre Nachfolgerin, die Dänin Ellen Margrethe Løj, bis 30. November 2016. Von Anfang 2017 bis April 2021 war der Neuseeländer David Shearer mit der Leitung der Mission betraut Seit April 2021 wird sie von dem Südafrikaner Nicholas Haysom geleitet.

## Aufgaben

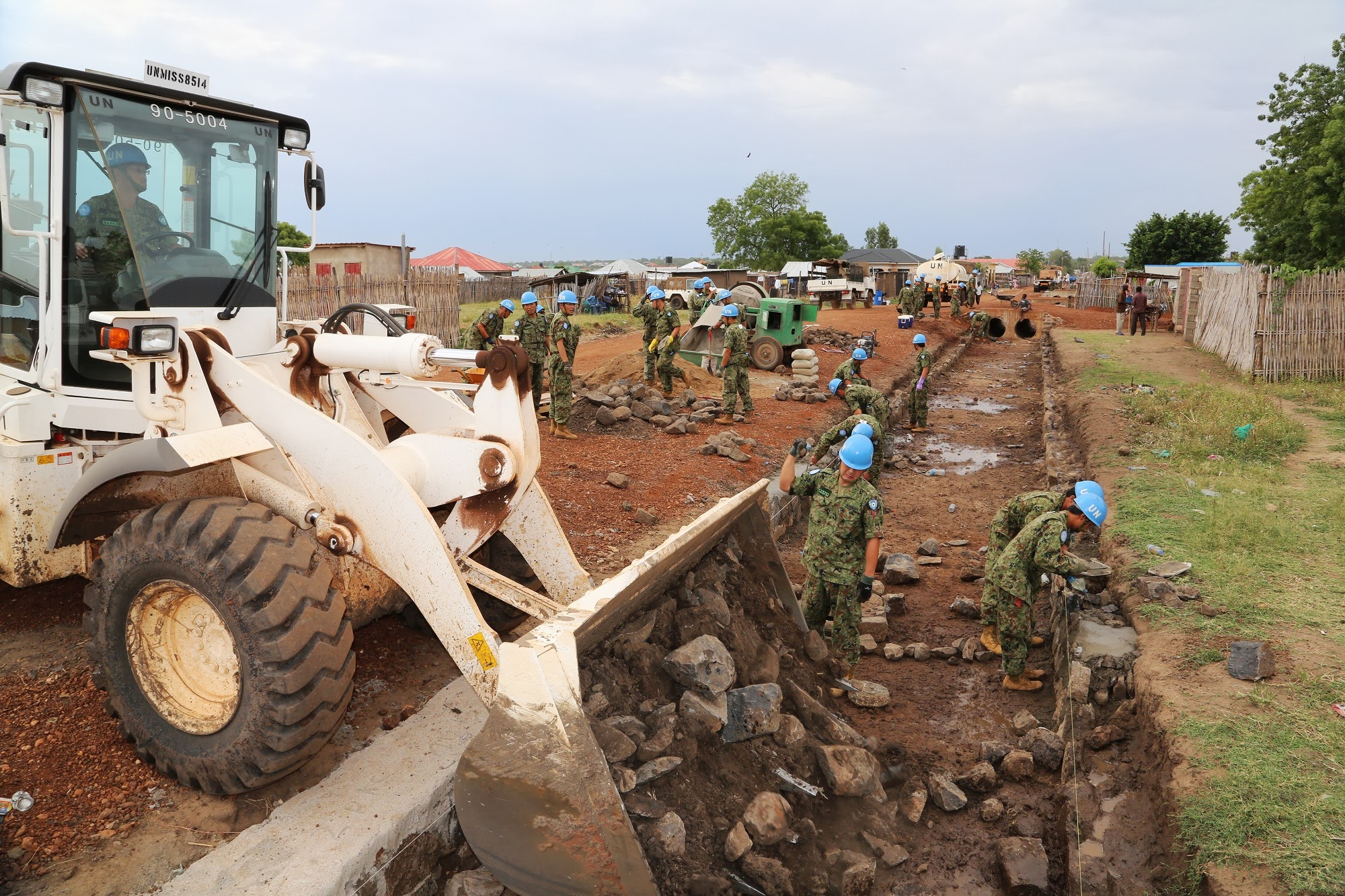
Japanische UN-Blauhelme der UNMISS beim Straßenbau

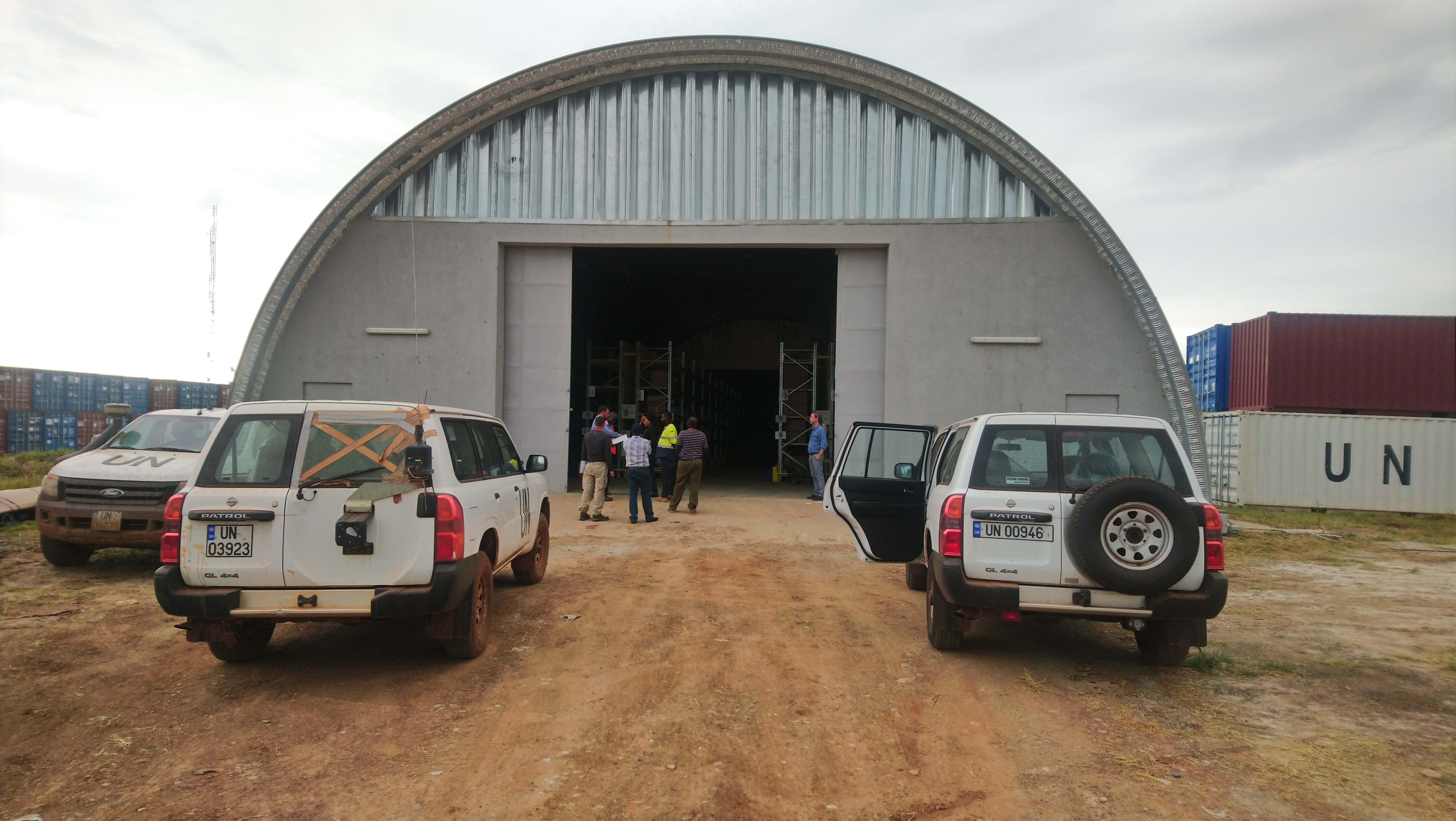
Warehouse von UNMISS in Bentiu

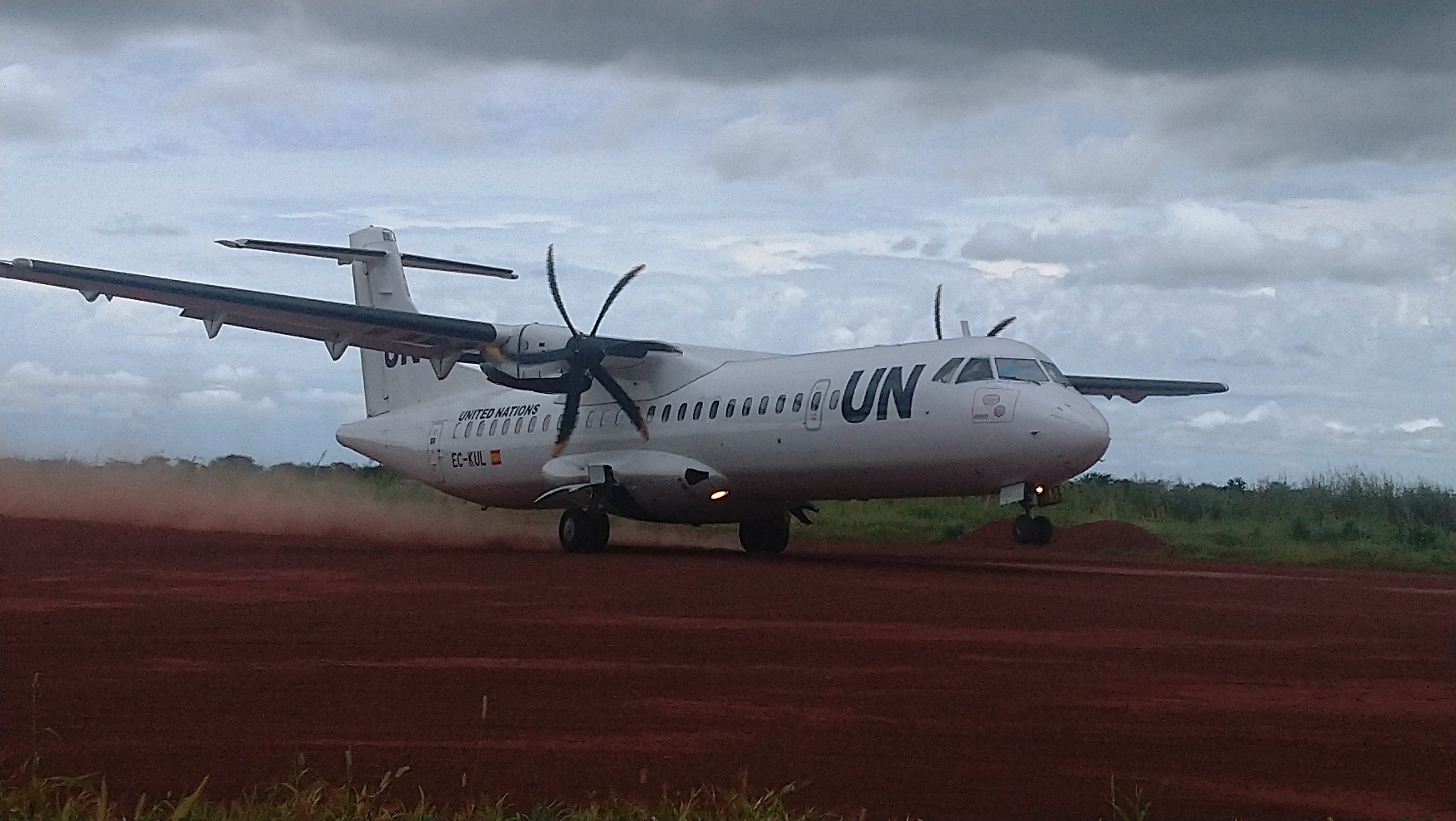
Von UNMISS ertüchtigte Landepiste in Bentiu

Das ursprüngliche Mandat der UNMISS umfasste im Wesentlichen drei Aufgaben:
- Unterstützung bei der Konsolidierung von Frieden und somit bei der weiteren langfristigen staatsbildenden und wirtschaftlichen Entwicklung
- Unterstützung der Regierung bei der Ausübung der behördlichen Verantwortlichkeiten in den Bereichen Konfliktprävention, -minderung und -lösung sowie beim Schutz der Zivilbevölkerung
- Unterstützung der Regierung beim Aufbau eines Rechtssystems sowie Stärkung der Bereiche Sicherheit und Justiz

Mit der Verabschiedung der Resolution 2155 am 27. Mai 2014 änderte der UN-Sicherheitsrat die Aufgaben der Mission. Diese beinhalten jetzt:
- Schutz von Zivilpersonen
- Überwachung und Untersuchung auf dem Gebiet der Menschenrechte
- Schaffung der Bedingungen für die Bereitstellung humanitärer Hilfe
- Unterstützung der Durchführung des Abkommens über die Einstellung der Feindseligkeiten

Durch die Resolution 2241 vom 9. Oktober 2015 wurde das Mandat um Aufgaben zur Unterstützung der Umsetzung des Friedensabkommens erweitert.

### Regional Protection Force
Der Sicherheitsrat der Vereinten Nationen verabschiedete am 12. August 2016 die von den Vereinigten Staaten eingebrachte Resolution 2304 für eine 4.000 Blauhelmsoldaten umfassende Regional Protection Force (RPF), die dem Force Commander der UNMISS unterstellt ist, aber deren Aufgaben sich von denen der anderen UNMISS-Truppen unterscheiden. Die RPF soll u. a. den freien und sicheren Zugang von und nach Juba, z. B. durch den Schutz von Transportmitteln und Kommunikationswegen, gewährleisten, den Flughafen sowie andere zentrale Einrichtungen schützen und gegen Angriffe auf UN-Einrichtungen oder -Personal, internationale und nationale humanitäre Akteure oder Zivilpersonen vorgehen. Die RPF ist vorerst auf Juba beschränkt, kann aber im Bedarfsfall auch in anderen Landesteilen eingesetzt werden. Das Mandat ist derzeit bis zum 15. Dezember 2016 befristet.
Nachdem sie zunächst einer Stationierung zugestimmt hatte, verweigerte die südsudanesische Regierung noch vor Verabschiedung der Resolution 2304 ihre Einwilligung. Am 4. September 2016 stimmte die Regierung erneut einer Stationierung der RPF zu.

## Entwicklungen und Konflikte
Wegen der blutigen Machtkämpfe im jungen Südsudan um die politische Führung des Landes suchten seit Mitte Dezember 2013 landesweit ca. 63.000 Zivilisten Zuflucht in den Lagern der UN. Die UNMISS versorgt die Flüchtlinge mit Wasser, bietet begrenzte medizinische Nothilfe an und ergänzt so die Nahrungsmittelhilfe durch das World Food Programme und von Hilfsorganisationen. Am 19. Dezember wurde das UN-Lager in Akobo von ca. 2.000 Kämpfern der Lou-Nuer angegriffen, wobei zwei indische Blauhelme und vermutlich 20 Dinka getötet wurden. Der Sicherheitsrat der Vereinten Nationen beschloss am 24. Dezember 2013 die Resolution 2132 mit der die maximale Stärke der UN-Truppen auf 12.500 Soldaten und 1.323 Polizisten erhöht wird. Die zusätzlichen Truppen sollen aus anderen UN-Missionen wie MONUSCO, UNAMID, UNISFA, UNOCI und UNMIL nach UNMISS verlegt werden.
UNMISS unterstützt die Initiative der Intergovernmental Authority on Development (IGAD) zur Mediation zwischen den Konfliktparteien, was sowohl vom Weltsicherheitsrat als auch von der Afrikanischen Union befürwortet wurde.
Bei einem Angriff auf den Stützpunkt der UNMISS in Bor am 18. April 2014 starben 58 Menschen und über 100 wurden verletzt. Viele der Opfer gehörten der Ethnie der Nuer an.

## Führung
- Special Representative of the Secretary-General : David Shearer ( Neuseeland)
- Deputy Special Representative of the Secretary-General for Political Affairs: Moustapha Soumaré ( Mali)
- Deputy Special Representative of the Secretary-General, UN Resident Coordinator, and Humanitarian Coordinator and Resident Representative of UNDP: Alain Noudéhou ( Benin)
- Police Commissioner : Unaisi Bolatolu-Vuniwaqa( Fidschi)

### Force Commander
| Nr. | Name                                             | Nationalität        | Beginn der Berufung | Ende der Berufung | Bemerkungen |
| --- | ------------------------------------------------ | ------------------- | ------------------- | ----------------- | --- |
| 1.  | Generalmajor Moses Bisong Obi                    | Nigeria             | 9. Juli 2011        | 18. Nov. 2012     | Zuvor bereits Force Commander der United Nations Mission in Sudan (UNMIS).                                      |
| 2.  | Generalmajor Delali Johnson Sakyi                | Ghana               | 11. Dez. 2012       | 9. Juni 2014      | |
| 3.  | Generalleutnant Yohannes Gebremeskel Tesfamariam | Äthiopien           | 1. Juli 2014        | 17. Juli 2016     | Zuvor bereits Head of Mission und Force Commander der United Nations Interim Security Force for Abyei (UNISFA). |
| 4.  | Generalleutnant Johnson Mogoa Kimani Ondieki     | Kenia               | 17. Juli 2016       | 1. Nov. 2016      | Vom Generalsekretär der Vereinten Nationen vom Dienstposten entlassen.                                          |
| 5.  | interim: Generalmajor Chaoying Yang              | Volksrepublik China | 3. Nov. 2016        | 1. Apr. 2017      | Deputy Force Commander.                                                                                         |
| 6.  | Generalleutnant Frank Mushyo Kamanzi             | Ruanda              | 1. Apr. 2017        | 26. Mai 2019      | Zuvor bereits Force Commander African Union/United Nations Hybrid Operation in Darfur (UNAMID).                 |
| 7.  | Generalleutnant Shailesh Tinaikar                | Indien              | 26. Mai 2019        | -                 | |

## Nationale Beteiligungen

### Deutsche Beteiligung
Das Bundestagsmandat zum Einsatz deutscher Truppen bei UNMISS wurde am 3. März 2021 um ein weiteres Jahr verlängert, erneut am 18. März 2022 und am 30. März 2023. Am 30. Januar 2025 wurde es bis zum 31. Oktober 2025 verlängert. Es umfasst das gesamte Staatsgebiet Südsudans. Die Personalobergrenze für den Einsatz der Bundeswehr bei der Mission der Vereinten Nationen in der Republik Südsudan liegt bei 50 deutschen Soldaten. Die Bundeswehr beteiligt sich hier vor allem mit Einzelpersonal in Stäben und Hauptquartieren der VN und entsendet Experten zur Wahrnehmung von Verbindungs-, Beratungs-, Beobachtungs- und Unterstützungsaufgaben.
Zur Selbstverteidigung wurden die bislang unbewaffneten deutschen Soldaten im Januar 2014 temporär mit Pistolen ausgerüstet.
Am 20. Juli 2016 beklagte sich die UN bei Großbritannien, Deutschland und Schweden über den Abzug von Polizisten ohne vorherige Beratung. Der Abzug habe der Moral der Truppe einen ernsthaften Schlag versetzt und sei nicht solidarisch gegenüber den anderen Organisation der UN, die weiter ihre Aufgaben erfüllten.

### Schweizer Beteiligung
Die Schweiz ist mit zwei Soldaten an der Mission beteiligt (Stand: August 2016). Grundlage für die Entsendung ist ein Bundesratsbeschluss vom 28. April 2010, mit dem bereits die Teilnahme an der Vorgängermission UNMIS beschlossen wurde.

### Britische Beteiligung
Das Vereinigte Königreich beteiligt sich unter anderem seit März 2015 mit Transportflugzeugen des Typ Lockheed C-130 zur Versorgung der Gegenden um Juba und Malakal.